# Torrent de Siurana
El Torrent de Siurana és un torrent mallorquí que neix a la Serra de Gaietà, travessa la vall de Crestatx (sa Pobla) i mor a s'Albufera de Mallorca.